# Ignác Schröffel z Mannsberku
František Josef Ignác Schröffel svobodný pán z Mannsberku (1731, Steyr – 25. prosince 1805, Brno) byl moravský merkantilista a císařský úředník v době pozdního osvícenství. Když v roce 1793 zemřel jeho zadlužený tchán Josef Jan hrabě Stockhammer, zakoupil jeho panství Pernštejn. V letech 1770–1805 byl nejvyšším moravským podkomořím.
Na Moravě jsou po něm pojmenovány osady:
- Schröffelsdorf, dnes Nová Dědina u Uničova
- Šreflová (Schröffelsdorf), dnes Zálesí u Znojma
- Mansberk, dnes součást Znojma
- Mansberk, součást obce Sejřek